# Park-šuma Čulinečina
Park-šuma Čulinečina, park-šuma u Hrvatskoj i jedna od 17 park-šuma na prostoru Grada Zagreba. Ukupna površina iznosi 72,70 ha, stoje istovremeno i površina privatnih šuma. Prosječna drvna zaliha iznosi 130 m3/ha, a prirast 3,80 m3/ha. Radi se o sastojini hrasta lužnjaka u privatnom vlasništvu, gdje će biti nužno provoditi mnoge radnje njege radi poboljšanja strukture, kao i radove prirodne i umjetne obnove.
Državnih šuma je 0,00 ha, privatnih 72,70 ha, ostalih površina 0,00 ha. Prosječna drvna zaliha je 130,00 prostornih metara po hektaru. Prosječni godišnji tečajni prirast je 3,60 prostornih metara po hektaru.